# یوکوهاشی، فوکوئوکا
یوکوهاشی در استان فوکوئوکا در کشور ژاپن واقع شده‌است  که دارای جمعیت ۷۰٬۰۶۴ نفر و مساحت ۶۹٫۸۳ کیلومتر مربع با تراکم جمعیت ۱٬۰۰۳  نفر در کیلومترمربع است و در تاریخ ۱۰ اکتبر ۱۹۵۴ به عنوان شهر شناخته شد.